# خوان كارلوس هيريديا
خوان كارلوس هيريديا (بالإسبانية: Juan Carlos Heredia)‏ هو لاعب كرة قدم ومدرب كرة قدم أرجنتيني، ولد في 1 مايو 1952 في قرطبة في الأرجنتين. شارك مع منتخب إسبانيا لكرة القدم. أما مع النوادي، فقد لعب مع أرجنتينوس جونيورز وروزاريو سنترال وريفر بليت ونادي أتليتيكو بيلغرانو ونادي إلتشي ونادي برشلونة ونادي بورتو.

## وصلات خارجية
- خوان كارلوس هيريديا على موقع قاعدة بيانات كرة القدم.إي يو (الإنجليزية)
- خوان كارلوس هيريديا على موقع ناشيونال فوتبول تيمز (الإنجليزية)